# Maksymilian Ciężki
Maksymilian Ciężki (), né le 24 novembre 1898 à Szamotuły près de Poznań, et mort le 9 novembre 1951 à Londres, est un officier polonais et le chef adjoint au chef du Biuro Szyfrów (Bureau du chiffre du renseignement militaire polonais). À ce titre il supervise le décryptage des messages codés par Enigma, la machine à crypter de l'Armée allemande..

## Biographie
Né le 24 novembre 1898 dans le petit village de Szamotulach dans la région de Poznań, de parents agriculteurs, Maksymilian Ciężki s'engage à 15 ans dans le combat pour l'indépendance de la Pologne. À 19 ans, il est enrôlé de force dans l'armée allemande, puis envoyé sur le front français, entre août 1917 et février 1918, dans une unité de transmission. Il organise au sein de son unité un groupe de résistance passive de démoralisation des troupes. Démobilisé, il rentre à Poznań, et à la suite de la proclamation de l'indépendance de la Pologne, il milite activement dans les actions locales pour la mise en place des nouvelles structures administratives polonaises contre les anciens occupants allemands.
En avril 1919, Ciężki s'engage dans la nouvelle Armée polonaise, et suit les cours d'une école d'officiers. Il en sort, deux ans après, avec le grade de sous-lieutenant et est affecté au 2e Bataillon de Radiotélégraphie localisé à Poznań.
En 1923, il est recruté par le nouveau Bureau du Chiffre de l'État-major, à la section allemande BS-4 (Biuro Szyfrow-4) dirigé par Gwido Langer et dont il devint adjoint en 1932 avec le grade de capitaine. Ciężki supervise les stations d'interception de Starogard, de Poznań et de Krzesławice, près de Cracovie.
Maksymilien Ciężki dispense également des cours de cryptographie à l'Université de Poznan, ainsi que dans différentes unités de l'Armée polonaise. Il est promu major en 1937.
Dans les années 1930, Ciężki s'implique dans la conception, puis l'élaboration d'une machine polonaise de chiffrage dénommée " Lacida ", qui à l'instar de la machine " Typex " britannique, ou " Sigaba " américaine, peut être considérée comme un clone de la machine commerciale Enigma allemande. C'est dans son organisation que sont conçus, développés, puis utilisés avec succès les répliques polonaises de la machine Enigma militaires, ainsi que les robots électromécaniques de décryptage. Toutes ces machines sont construites, dans l'usine AVA de Varsovie, en coopération avec les frères Léonard et Stanislas Ludomir et l'ingénieur Antoni Palluth. C'est également dans son Bureau du Chiffre  que les jeunes mathématiciens Marian Rejewski, Jerzy Różycki et Henryk Zygalski réussissent à «casser» le chiffre d'Enigma.
En 1939, dans un contexte de tension croissante et afin de les sauvegarder de l’invasion allemande imminente, les Polonais transmettent l’ensemble de leurs travaux aux Français et aux Britanniques. En juillet 1939, lors d’une conférence tripartite entre Français, Polonais et Britanniques, les Polonais apportent une copie de la machine Enigma pour chacun des 2 autres partenaires.
Après l'invasion de la Pologne en septembre 1939, Ciężki avec Langer et treize camarades du Bureau du Chiffre polonais, se réfugie en France où il continue leur mission au sein de PC Bruno dirigé par Gustave Bertrand (en dépit du fait que Langer est d'un grade supérieur à celui du commandant Bertrand.) Formellement, Bertrand reste un officier loyal au régime de Vichy, mais une partie de ses activités n’est pas connue du gouvernement pétainiste. Le PC Bruno coopère avec le Government Code and Cypher School (GC&CS) britannique, fraîchement installé à Bletchley Park.. En janvier 1940, les Polonais du PC Bruno réussissent la première cryptanalyse de messages Enigma en temps de guerre.
Après l'Armistice, le PC Bruno est fermé. Afin de soustraire ses cryptologues polonais et espagnols aux représailles allemandes, l'état major français décide de les évacuer en Afrique du Nord. Sur place, ils sont démobilisés et assistent à l'affrontement des flottes britannique et française à Mers El-Kebir. Le 28 juin 1940, Langer, le chef de l'équipe polonaise, établit le contact radio avec Londres. Les Polonais ne souhaitent plus retourner en France pour le compte des Services Spéciaux de Vichy, mais ils y sont obligés par leur état-major polonais. En revanche, leur nouvelle mission en France en zone libre au sein du PC Cadix qui remplace le PC Bruno change de nature et le commandant Bertrand ne découvrira qu'après la guerre que les Polonais créent un réseau clandestin Équipe 300 qui travaille directement pour Londres en espionnant le SR de Vichy à l'insu des Français.
À Alger, Ciężki met clandestinement son poste radio au service du major Mieczysław Słowikowski (Rygor), qui anime sur place le Réseau de renseignements allié PSW-Afrique. C'est par l'intermédiaire de ce poste que Slowikowski correspond, durant un an, avec Londres, et contribue avec succès à la préparation de l'opération Torch (Débarquement des Alliés en Afrique du Nord). Durant ce temps, le conflit entre Langer et Bertrand, qui contrôle toujours officiellement les cryptologues polonais, s'intensifie.
Maksymillien Ciężki revient à Uzès en avril 1942. La situation est tendue et Langer cherche à faire évader son équipe par tous les moyens.
Après l'invasion de la zone libre par les Allemands, Ciężki quitte le PC Cadix le 9 novembre 1942. L'évacuation clandestine de Ciężki Maksymillian et de ses compagnons à travers la frontière espagnole, est organisée par Gustave Bertrand. Dans la nuit du 10 au 11 mars 1943, le commandant Ciężki, le lieutenant-colonel Gwido Langer, le lieutenant de réserve Antoni Palluth et deux cryptologues civils, Edward Fokczyński et Kazimierz Gaca, sont capturés dans les Pyrénées.
Ciężki et Langer sont déportés le 31 août 1943 de Paris, gare de l'Est vers le château d'Eisenberg (au SS-Sonderlager de Schloss Eisenberg), satellite du KL Flossenburg. Palluth, Fokczyński et Gaca, au camp de Sachsenhausen. Palluth est tué par un bombardement. Fokczyński meurt d'épuisement.
En mars 1944 seulement, les Allemands identifient leurs prisonniers. Mais interrogés brutalement par des officiers de l'Abwehr, Langer et Ciężki prétendent qu'avant-guerre, ils ont pu décrypter certains trafics, mais que le décryptage est devenu impossible, dès l'ouverture des hostilités. Leur silence permet aux Alliés de garder l'avantage de leur situation en termes de décryptage, et de continuer à lire les messages chiffrés par la machine allemande Enigma.
En mai 1945, Ciężki est libéré par les troupes américaines, puis rejoint Londres. Discrédité et soupçonné d'être à l'origine des arrestations, il est accueilli fraîchement par les milieux militaires et politiques britanniques et polonais.
Amer et atteint dans son honneur, il meurt le 9 novembre 1951, après avoir vécu durant ses trois dernières années de subsides accordés par les services sociaux. Il ne bénéficia d'aucune distinction militaire britannique ou française.
Maksymillien Ciężki était marié et père de trois fils. Après la guerre, il ne put retourner en Pologne par crainte d'y être jeté en prison. Deux de ses fils, Zdzislaw et Zbigniew avaient été des combattants de l'Armée de l'Intérieur polonaise (AK). Zdzislaw fut fusillé en 1944 et Zbigniew assassiné à Auschwitz.